# Volksverhaal

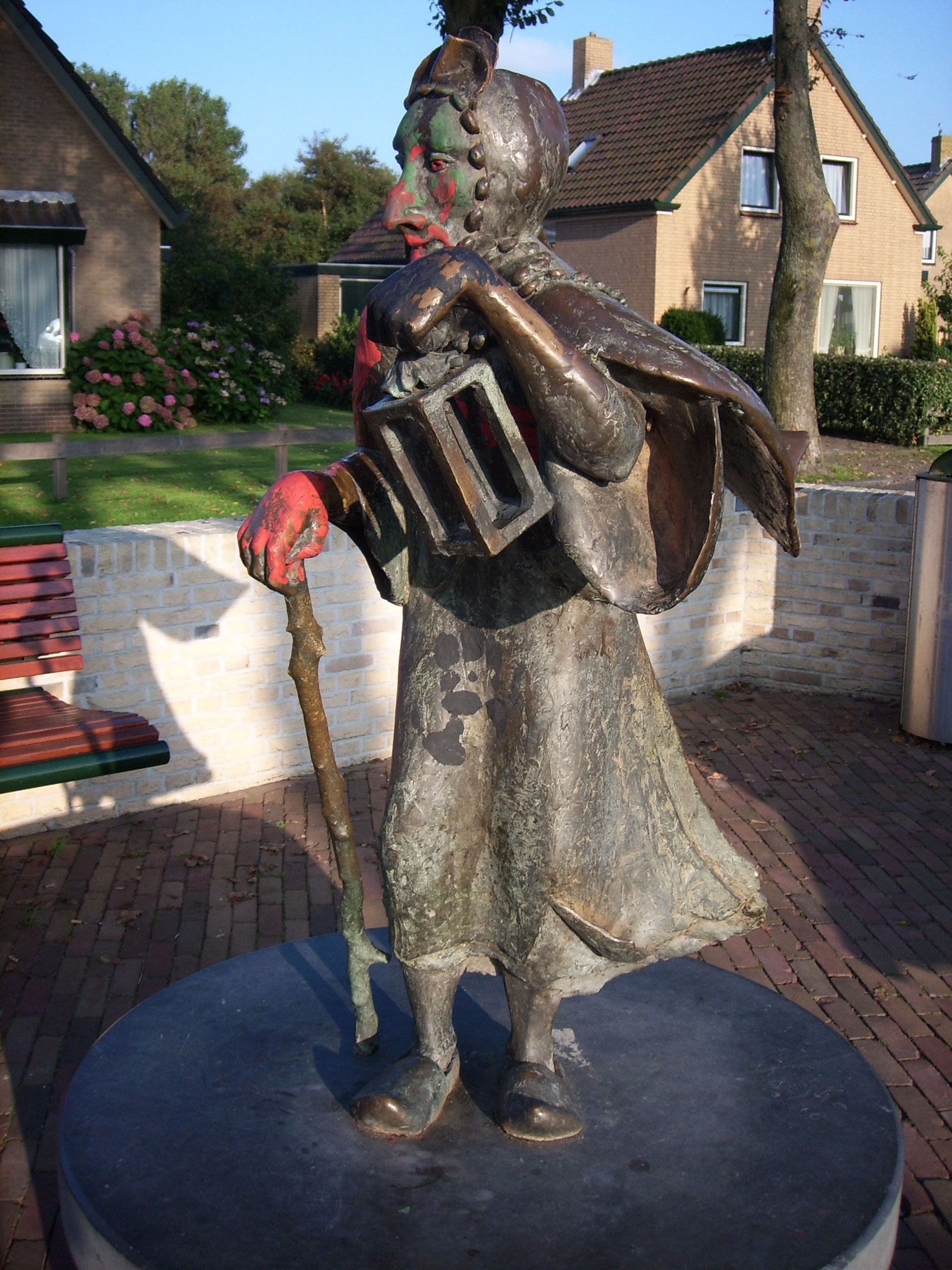
Rixt van Oerd, is het hoofdpersonage uit een volksverhaal dat zich afspeelt op Ameland

Een volksverhaal is een verhaal met een verhalende kern (begin, midden, einde) en handelende personen. Het voornaamste criterium is dat het mondeling wordt doorverteld tussen (groepen) mensen, en daarbij doet het er niet toe hoe oud het is, waar het vandaan komt, en of het niet ook een rol speelt in de geschreven overlevering.
Het verhaal heeft zijn eigen plaats in tijd en ruimte, waarbij het zich in de regel weinig aantrekt van land- of taalgrenzen. Meestal valt niet te achterhalen waar het verhaal het eerst verteld is en door wie. Het is doorgaans anoniem van oorsprong.
Volksverhalen maken deel uit van de 'orale kunst' (verbal art) van het dagelijkse leven in heden en verleden.
Tot de klassieke genres van het volksverhaal (in elk geval in ons cultuurgebied) rekenen we de anekdote, de legende, de mop, de mythe, de sage en het sprookje. Ook een exempel en de kwispel behoren tot de volksverhalen. De anekdote, de mop en de sage zijn de meest voorkomende genres. Het sprookje en de legende zijn veel zeldzamer. Mythen zijn in Nederland niet overgeleverd.
Met 'volk' wordt tegenwoordig geen specifieke groep, zoals boeren of vissers, meer bedoeld. Volksverhalen zijn verhalen die in het dagelijkse leven bekendheid genieten en overgedragen worden in allerlei geledingen van de samenleving.